# Orlova (krater)
För andra betydelser, se Orlova.
Orlova är en nedslagskrater med en diameter på 19 kilometer, på planeten Venus. Orlova har fått sitt namn efter skådespelerskan Ljubov Orlova.